# 埃斯卡洛纳
埃斯卡洛纳（西班牙語發音：[eskaˈlona]），是西班牙卡斯蒂利亚-拉曼恰托莱多省的一个市镇。总面积73平方公里，总人口2180人（2001年），人口密度30人/平方公里。